# Streuung (Ballistik)
Die Streuung ist die Abweichung einer Serie von Treffern von einem gemittelten Zielpunkt. Die Streuung ist eine Größe der Außenballistik.
Die Bahnen von abgefeuerten Projektilen haben nie den exakt gleichen Verlauf, so dass es praktisch ausgeschlossen ist, mit zwei oder mehr Schüssen genau den gleichen Punkt zu treffen. Diese Trefferabweichung ist die Streuung. Neben den Fehlern beim Anvisieren des Zieles (Schützenfehler) gibt es eine technisch bedingte Streuung, die durch innen- und außenballistische Störungen wie fertigungsbedingte Toleranzen von Waffe und Munition, Temperaturschwankungen, Verschmutzung und Verschleiß verursacht wird. Die Streuung einer Waffe ist ein wichtiges Qualitätsmerkmal.
Ausnahmen gibt es beim Schrotschuss, bei Maschinenpistolen, mit denen Feuergarben abgegeben werden, und bei bestimmten Einsatzfällen der Artillerie, wo die Verteilung der Treffer auf eine bestimmte Fläche erwünscht ist. Bei modernen Geschützen mit einer geringen Grundstreuung kann durch die Feuerleitrechner eine künstliche Streuung durch fortlaufende Änderungen der Richtdaten hervorgerufen werden. Ziel ist es, bei Flächenzielen die gesamte Fläche mit Treffern abzudecken.

## Ursachen
Schon beim Abschuss, bis das Projektil das Rohr verlässt, beeinflussen zahlreiche innenballistische Parameter die mit einer Waffe erreichbare Streuung. Das sind zum Beispiel Laufschwingungen und technische Besonderheiten der Waffe und der Munition. Die Zündung und der Abbrand der Treibladung erfolgen nie auf die exakt gleiche Weise und das Geschoss wird immer mit geringen Lageabweichungen in die Züge gepresst und durch den Lauf getrieben.
Die Form und Masse des Geschosses weichen bei jeder Patrone gering voneinander ab und die Masse und Lage der Treibladung unterliegt geringen Schwankungen. Bei Serien von Schüssen wirkt sich die Erwärmung der Waffe auf die Trefferlage aus, die auch zu einer vorübergehenden geringen thermischen Verbiegung des Laufes führen kann.
All das führt dazu, dass bei jedem Schuss das Geschoss den Lauf mit leicht abweichender Mündungsgeschwindigkeit, Lage, Richtung und Rotation verlässt.
Nach dem Abfeuern wirken Parameter der Außenballistik auf das Geschoss und beeinflussen seine Flugbahn. Bei Geschossbahnen mit hoher Rasanz bleiben diese Einflüsse gering, mit steigender Schussweite bzw. abnehmender Rasanz werden diese Kräfte bestimmend. Beim Feuern auf große Distanzen hat Wind den größten Einfluss auf die Streuung.

## Streukreis

Mittelpunkt von Streukreisen, links spitzwinkliges Dreieck, rechts stumpfwinkliges Dreieck

Der Streukreis ist der Kreis um die am weitesten außen liegenden Treffer einer Serie von Schüssen. Bilden die Verbindungslinien der drei äußeren Treffer ein spitz- oder rechtwinkliges Dreieck, ist der Umkreis dieses Dreiecks der Streukreis und die Mittelsenkrechten der Dreiecksseiten treffen sich im Mittelpunkt des Streukreises. Bilden die Verbindungslinien ein stumpfwinkliges Dreieck, bildet die Gerade zwischen den zwei äußeren Treffer den Durchmesser des Streukreises. Die Mitte der Gerade ist der Mittelpunkt des Streukreises.

## Mittlerer Treffpunkt

Ermitteln des mittleren Treffpunktes durch Mitteln der Koordinaten der Treffer

Zeichnerisches Ermitteln des mittleren Treffpunktes (jeweils rot) für Schussbilder mit zwei bis fünf Treffern

Der mittlere Treffpunkt kann als der gemeinsame Schwerpunkt aller Geschosse aufgefasst werden, die den Streukreis bilden. Die Geschosse werden dabei vereinfacht als massebehaftete Punkte betrachtet.
Der mittlere Treffpunkt kann aus den Koordinaten der Treffer ermittelt werden. Die Treffer werden dazu auf einem beliebig dimensionierten Koordinatensystem abgebildet. Die x-Werte der Treffer werden summiert, ebenso die y-Werte. Die Summen werden durch die Anzahl der Schüsse {\displaystyle n} dividiert. Das Ergebnis sind die Koordinaten des mittleren Treffpunktes.
Der mittlere Treffpunkt kann auch zeichnerisch ermittelt werden. Sind es beispielsweise drei Treffer, wird hierzu zwischen dem ersten und dem zweiten Treffer eine Gerade gezogen. Die Gerade wird in zwei gleiche Teile geteilt und von der Teilung aus wird eine Gerade zum dritten Treffer gezogen. Diese Gerade wird in drei gleiche Teile geteilt. Der Punkt der ersten Teilung ist der mittlere Treffpunkt. Bei mehr Treffern wird jede weitere Verbindungslinie entsprechend in je ein Teil mehr unterteilt. Der erste Teilungspunkt der letzten Verbindungslinie ist jeweils der mittlere Treffpunkt.

## Mittlere quadratische Abweichung
Der Durchmesser des Streukreises wird durch die am weitesten außen liegenden Treffer bestimmt. Das hat den Nachteil, dass unabhängig vom übrigen Schussbild schon ein einzelner Treffer weit abseits der anderen Treffer den Streukreis vergrößert, so dass allein anhand des Streukreises keine schlüssigen Aussagen über die tatsächliche statistische Trefferleistung möglich sind.
Um solche Aussagen treffen zu können, muss die mittlere quadratische Standardabweichung {\displaystyle l_{m}} ermittelt werden. Hierzu werden die Abstände der Treffer {\displaystyle l_{1},l_{2},...} vom mittleren Treffpunkt benötigt. Aus den Quadraten der Abstände und der Anzahl der Treffer {\displaystyle n} wird mit

{\displaystyle l_{m}={\sqrt {\frac {\sum l^{2}}{n-1}}}}

die mittlere quadratische Standardabweichung errechnet.
Betragen etwa bei vier Treffern die Abstände zum mittleren Treffpunkt 35,3 mm, 9,6 mm, 17,6 mm und 20,7 mm ({\displaystyle l_{1},l_{2},l_{3},l_{4}}), so wäre {\displaystyle l_{m}}:

{\displaystyle l_{m}={\sqrt {\frac {l_{1}^{2}+l_{2}^{2}+l_{3}^{2}+l_{4}^{2}}{n-1}}}}
{\displaystyle l_{m}={\sqrt {\frac {35{,}3^{2}+9{,}6^{2}+17{,}6^{2}+20{,}7^{2}}{4-1}}}}
{\displaystyle l_{m}={\sqrt {\frac {2076{,}5}{3}}}}
{\displaystyle l_{m}=26{,}31}
Die mittlere quadratische Abweichung würde in diesem Fall 26,31 mm betragen.